# Everyone Is Awesome
Everyone is Awesome (česky Všichni jsou boží) je skládací sada značky Lego vydaná v roce 2021. Jedná se o první výrobek této značky, který má reprezentovat LGBTQIA+ komunitu. Sadu navrhl designér Matthew Ashton tak, aby představovala rozšířenou vlajku LGBT hrdosti a vlajku transgender hrdosti.

## Vlastnosti

Šestibarevná vlajka hrdosti navržená v roce 1978

Filadelfská vlajka s osmi pruhy z roku 2017

Vlajka transgender hrdosti

Sada se skládá z 346 dílků. Dodává se s 11 minifigurkami v barvách představujících vlajky hrdosti. Šest z nich představuje barvy duhové vlajky hrdosti („klasická“ vlajka Gilberta Bakera z roku 1978 s červenou, oranžovou, žlutou, zelenou, tmavě modrou a fialovou), zatímco tři představují vlajku transgender hrdosti (v bledě modré, bílé a růžové barvě) a dvě představují rozmanitost ras, etnik a prostředí v queer komunitě (černá a hnědá). Černé a hnědé pruhy odrážejí filadelfskou vlajku hrdosti představenou v roce 2017.
Každá postavička má jiný účes, což má také představovat rozmanitost LGBT i Lego komunity. Žádná z jedenácti figurek nemá určené pohlaví, snad kromě fialové, která by měla představovat drag queen s „velmi stylizovanou parukou“.
Celkový set měří asi 10 cm × 13 cm; kromě figurek zahrnuje základnu se zadní stěnou, aby jej bylo možno umístit na polici nebo okenní parapet.
Pojmenování setu je inspirované písní „Everything Is Awesome“ z celovečerního animovaného filmu LEGO příběh (2014). Designér sady Matthew Ashton byl jeho výkonným producentem. Do češtiny se název sady překládá jako Všichni jsou úžasní nebo Každý je úžasný. Píseň v českém znění filmu byla pojmenovaná „Všechno je tu boží“.

## Okolnosti
Společnost Lego Company má poměrně krátkou historii reprezentace LGBT komunity ve svých sadách. Například skládačka Trafalgarského náměstí, vydaná v roce 2019, obsahuje malou duhovou vlajku. Sady figurek nevěsty a ženicha v řadě BrickHeadz se prodávaly samostatně a umožnily tak podle libosti koupi dvou nevěst či dvou ženichů. Sada „Everyone Is Awesome“ je však prvním setem věnovaným LGBT komunitě v 72leté historii společnosti Lego Company. Výrobce ji uvedl v době, kdy se hračkářský průmysl ve své produkci zaměřuje na větší inkluzivitu.
Set navrhl viceprezident společnosti pro design Matthew Ashton původně jen pro svůj vlastní stůl. Ashton, sám rovněž příslušník LGBTQIA+ komunity, jej navrhl tak, aby jeho nový kancelářský prostor reflektoval jeho osobnost. Pro návštěvníky kanceláří prý byla výzdoba natolik pozoruhodná, že ho vybídli, aby z ní udělal oficiální sadu. Ashton poznamenal, že vyrůstal jako náctiletý gay v 80. letech, ve skličující době, kdy byla ve společnosti velmi rozšířená homofobie a vrcholila krize spojená s HIV/AIDS, a jemu neustále někdo říkal, s jakými hračkami si má hrát. Uvedl, že mít v dětství takovýto soubor by bylo významnou úlevou a projevem podpory a lásky.
Vydání sady bylo ohlášeno na 1. června 2021 u příležitosti začínajícího měsíce LGBT hrosti. Společnost Lego Company s jejím vydáním spojila důraz na rozmanitost ve svých zaměstnaneckých řadách a snahu o směřování k inkluzi, jakož i partnerství s LGBT organizacemi jako Stonewall.